# Внутрикристаллическое поле
Внутрикристаллическое поле — это электрическое поле внутри кристаллов, создаваемое расположением ионов, атомов или молекул в узлах или между узлами кристаллической решетки. Иногда под внутрикристаллическим полем понимают также магнитное поле внутри определенных кристаллов, например, содержащих парамагнитные ионы. В ионных кристаллах напряженность этого поля может достигать значений выше 1010 В/м. В идеальных кристаллах изменения напряженности поля происходят периодически, в то время как в реальных кристаллах с различными дефектами такая периодичность нарушается.
Присутствие внутрикристаллического поля вызывает смещение и расщепление энергетических уровней электронов в атомах. В реальных кристаллах неоднородное распределение электрического поля приводит к уширению спектральных линий люминесценции в примесных центрах. Концепция внутрикристаллического поля возникла в контексте теоретических расчетов электронных спектров примесных парамагнитных ионов в диамагнитных ионных кристаллах и комплексных соединениях. В этих случаях внутрикристаллическое поле также известно как поле лигандов.
Влияние внутрикристаллического поля на электроны парамагнитных атомов или ионов приводит к расщеплению вырожденных электронных уровней, снимая орбитальное вырождение, присущее изолированным атомам или ионам, и изменяя структуру их электронных уровней. В зависимости от отношения между внутрикристаллическим полем и внутриатомными взаимодействиями различают сильное, промежуточное и слабое поле. В случае сильного поля энергия взаимодействия с полем превышает энергии спин-орбитального и обменного взаимодействий, что приводит к значительному расщеплению уровней и изменениям в структуре энергетических уровней атома или иона.
Эффекты, вызванные внутрикристаллическим полем, имеют важное значение для магнитоупорядоченных веществ, а также для примесных парамагнитных ионов, так как они определяют величину магнитного момента иона, магнитную анизотропию и магнитострикцию, а также спектроскопические свойства кристаллов. Внутрикристаллическое поле также играет ключевую роль в фазовых переходах, таких как кооперативный эффект Яна — Теллера, переход из высокоспинового в низкоспиновое состояние и другие.
Исследование внутрикристаллического поля проводится с помощью различных спектроскопических методов, включая оптическую спектроскопию, радиоспектроскопию (ЭПР, ЯМР, ЯКР), мёссбауэровскую спектроскопию, а также с помощью рассеяния нейтронов. Эти методы позволяют изучить структуру твердых тел и взаимодействие ионов с кристаллической матрицей, а также характер химических связей в кристалле.